# Dysauxes impuncta
Dysauxes impuncta là một loài bướm đêm thuộc phân họ Arctiinae, họ Erebidae.